# Descobriment de Neptú

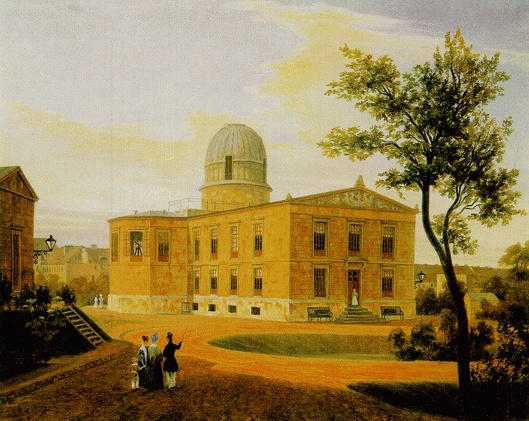
Nou Observatori de Berlín on es va descobrir Neptú observacionalment.

Neptú va ser predit matemàticament abans de ser directament observat, per Urbain Le Verrier. Les observacions telescòpiques que van confirmar l'existència d'un nou planeta van ser fetes a la nit del 23 de setembre de 1846 i el matí del 25, a l'Observatori de Berlín per l'astrònom Johann Gottfried Galle (assistit per Heinrich D'Arrest), treballant sobre la base dels càlculs de Le Verrier. Va ser una confirmació de la teoria gravitacional newtoniana, i un moment sensacional per a la ciència del segle xix.
El descobriment de Neptú va provocar el descobriment del seu satèl·lit Tritó per William Lassell només disset dies després.